# Aniplex
Aniplex Inc. (株式会社アニプレックス, Kabushiki gaisha Anipurekkusu, abrégée en ANX) est une société de production et de distribution japonaise spécialisée dans les anime et la musique. Fondée en septembre 1995, d'abord sous le nom de Sony Pictures Entertainement (SPE) Music Publishing Inc. puis de SPE Visual Works Inc. (1997-2001) à Sony Music Entertainment (SME) Visual Works Inc. (2001-2003), c'est une filiale de Sony Music Japan. 
Elle a collaboré à la production et la distribution de plusieurs séries d'anime, comme Fullmetal Alchemist, Bleach, Gintama ou encore Naruto, ainsi qu'à la production et distribution de musique et de bandes son, notamment la production des bandes son originales de tous les jeux vidéo de la marque Sony Computer Entertainment. Aniplex est également impliqué dans le merchandising de produits dérivées, allant de la production de jouets, de jeux, de papeterie jusqu'à la nourriture mettant en vedette des personnages populaires de ses productions. De plus, Aniplex organise des événements pour promouvoir ses franchises.
Ces dernières années, Aniplex s'est aussi lancée dans le développement d'applications (principalement des jeux mobile), dont Fate/Grand Order (lancé en août 2015) en est un énorme succès, qui a permis à la société de réaliser une augmentation record de son bénéfice net, avec un progrès de 91% au cours de l'exercice de 2016 par rapport à l'année précédente, pour près de 7,4 milliards de yens, quant à l'exercice de 2017, le bénéfice net est 2,2 fois supérieur à l'année précédente pour atteindre 16,5 milliards de yens et dont les ventes ont dépassé les 100 milliards de yens.

## Histoire
Sony Pictures Entertainment Japan (ja) (SPEJ) constitue sa filiale « SPE Music Publishing Inc. » (株式会社SPE・ミュージックパブリッシング) en septembre 1995,. Celle-ci change rapidement de nom commercial pour « SPE Visual Works Inc. » après que Sony Music Entertainment Japan (SMEJ) a pris une participation au capital en janvier 1997 ; cela a permis à la coentreprise de regrouper des œuvres visuelles autres que les clips d'artistes du Sony Music Group en 1998.
Le 1er janvier 2001, SMEJ fait de la société sa filiale en propriété exclusive et change son nom commercial en « SME Visual Works Inc. » (株式会社SME・ビジュアルワークス),.
La séparation des activités non musicales de SMEJ le 1er avril 2003 conduit à la création de « Sony Culture Entertainment (ja) » (ソニー・カルチャーエンタテインメント) (qui finit par être réabsorbée par SMEJ en décembre 2006) et le renommage de SME Visual Works en « Aniplex », ; Aniplex est un mot-valise composé des mots Animation et Complex.
Néanmoins, Aniplex était dans une situation commerciale très difficile au moment de la restructuration de Sony car elle n'avait pas assez d'œuvres à succès pour se rentabiliser. Pour surmonter cette situation difficile, Koichiro Natsume, qui était alors dirigeant de la société (aujourd'hui conseiller stratégique de Kadokawa), a fait appel à Masuo Ueda (ja), qui était un producteur indépendant ayant travaillé sur diverses œuvres à succès telles que la série Gundam de chez Sunrise. Après avoir travaillé sur diverses œuvres, Ueda est devenu le président de la société et le président de A-1 Pictures,.
En mars 2005, la société a établi sa filiale nord-américaine Aniplex of America située à Santa Monica, en Californie, et plus tard durant la même année, en mai 2005, elle a créé son propre studio d'animation appelé A-1 Pictures pour se diversifier au sein de l'industrie de l'animation japonaise en plus d'en être un éditeur et distributeur,.
En mars 2015, Aniplex a annoncé avoir formé une coentreprise avec le distributeur d'anime allemand Peppermint Anime, formant Peppermint Anime GmbH. L'entreprise commune permet à Aniplex de commencer son expansion sur le marché européen. En avril 2015, Wakanim a annoncé un accord avec Aniplex, permettant un investissement qui fait de la société japonaise l'actionnaire majoritaire de la plateforme française, renforçant ainsi la présence européenne d'Aniplex avec cette entrée sur le marché francophone,.
Le 17 février 2018, il a été révélé qu'Aniplex était devenu un actionnaire minoritaire de la société australienne Madman Anime Group, les activités liées aux anime de Madman Entertainment, et avait reçu un nombre non divulgué d'actions de la société le 15 novembre 2017. Aniplex a par la suite acquis Madman Anime Group de Madman Media Group pour 35 millions de dollars australiens en février 2019,.
En avril 2018, A-1 Pictures renomme sa filiale Kōenji Studio en CloverWorks,. Le 1er octobre 2018, CloverWorks a annoncé sa séparation d'A-1 Pictures et est devenu une filiale à part entière d'Aniplex,. Le même jour, Aniplex a créé Rialto Entertainment, une filiale responsable de la production de vidéo indépendante et la gestion des licences des contenus produits. La filiale a nommé le vice-président d'Aniplex Tadashi Ishibashi comme directeur général de la filiale, et le producteur d'Aniplex Eiichi Kamagata comme président de la filiale,.
En avril 2019, Aniplex a annoncé la création d'une filiale chinoise, Aniplex (Shanghai), afin de produire et de diffuser des animations chinoises dans la région, ainsi que de créer une devanture pour les consommateurs chinois.
Le 24 septembre 2019, Aniplex a indiqué qu'elle consoliderait Madman Anime Group et Wakanim avec Funimation de Sony Pictures Television, dans le cadre d'une coentreprise nommée Funimation Global Group, LLC. entre les deux entreprises du groupe Sony,.
Le 26 décembre 2019, Aniplex a annoncé le lancement d'une nouvelle marque de « novel game » nommée ANIPLEX.EXE, ATRI: My Dear Moments et Adabana Odd Tales (徒花異譚, Adabana Itan) étant les premiers titres à sortir sous la marque. ANIPLEX.EXE publiera également des titres dans les territoires anglophones via Aniplex of America.
Le 1er avril 2020, Aniplex a créé Boundary, une filiale spécialisée dans la 3DCG, le producteur d'Aniplex Akira Shimizu devenant le président de la société.

## Production d'anime
- Aldnoah.Zero
- Amer béton
- Angel Heart
- Angel Beats!
- Baccano!
- Bakemonogatari
- Black Rock Shooter
- Bleach
- Blood+
- Blood: The Last Vampire
- Bōnen no Xamdou (Xam'd Lost Memories)
- Charlotte
- City Hunter
- Cyborg Kurochan
- D.Gray-man
- Demon Slayer
- Demashita! Powerpuff Girls Z
- Fate/Zero
- Fate/stay night: Unlimited Blade Works
- FLAG
- Fullmetal Alchemist: Conqueror of Shamballa
- Fullmetal Alchemist
- Futari wa Pretty Cure
  - Futari wa Pretty Cure Max Heart
  - Futari wa Pretty Cure Splash Star
  - Yes! Pretty Cure 5
  - Yes! Pretty Cure 5 GoGo!
  - Fresh Pretty Cure!
  - HeartCatch Pretty Cure!
  - Suite Pretty Cure
  - Smile Pretty Cure!
  - Doki Doki! Pretty Cure
  - HappinessCharge Pretty Cure!
  - Go! Princess Pretty Cure
  - Mahou Tsukai Pretty Cure!
  - KiraKira Pretty Cure A La Mode
  - HUGtto! Pretty Cure
  - Star☆Twinkle Pretty Cure
  - Healin' Good♥Pretty Cure
- Gakkou no Kaidan (Ghost Stories)
- Ginban Kaleidoscope
- Gintama
- Gravitation
- Great Teacher Onizuka (GTO)
- Harukanaru Toki no Naka de ~Maihitoyo~
- Honey and Clover
- I'll CKBC
- Idaten Jump
- Jagainu-kun
- La Fille des enfers
- Kage Kara Mamoru!
- Kaguya-sama: Love is War
- Kamichu
- Kenshin le vagabond
- Kiba
- Kikaider-01 - The Animation - Guitar wo Motta Shonen
- King of Bandit Jing in Seventh Heaven
- King of Bandit Jing
- Kiznaiver
- L'Académie d'Alice
- Le Portrait de Petit Cossette
- Mezame no Hakobune (aka Open Your Mind)
- Mirage of Blaze: Rebels of the River Edge
- Naruto
- Nerima Daikon Brothers
- Ojamajo Doremi
  - Ojamajo Doremi #
  - Mōtto! Ojamajo Doremi
  - Ojamajo Doremi Dokkān!
  - Ojamajo Doremi Na-i-sho
- Otohime Connection
- Paprika
- Paradise Kiss
- Pichi Pichi Pitch : La Mélodie des Sirènes
- Read or Die
- R.O.D the TV
- Roujin Z
- Samurai X: Trust and Betrayal
- Sekirei
- Seven Deadly Sins
- Solo Leveling
- Submarine 707R
- Tengen Toppa Gurren Lagann
- Tenpō ibun ayakashi ayashi
- Togainu no Chi
- Tokyo Mew Mew
- Toward the Terra
- Yakitate!! Ja-pan
- Zetsuen no Tempest
- Lecteur omniscient (en cours)